# Tour de France 2009

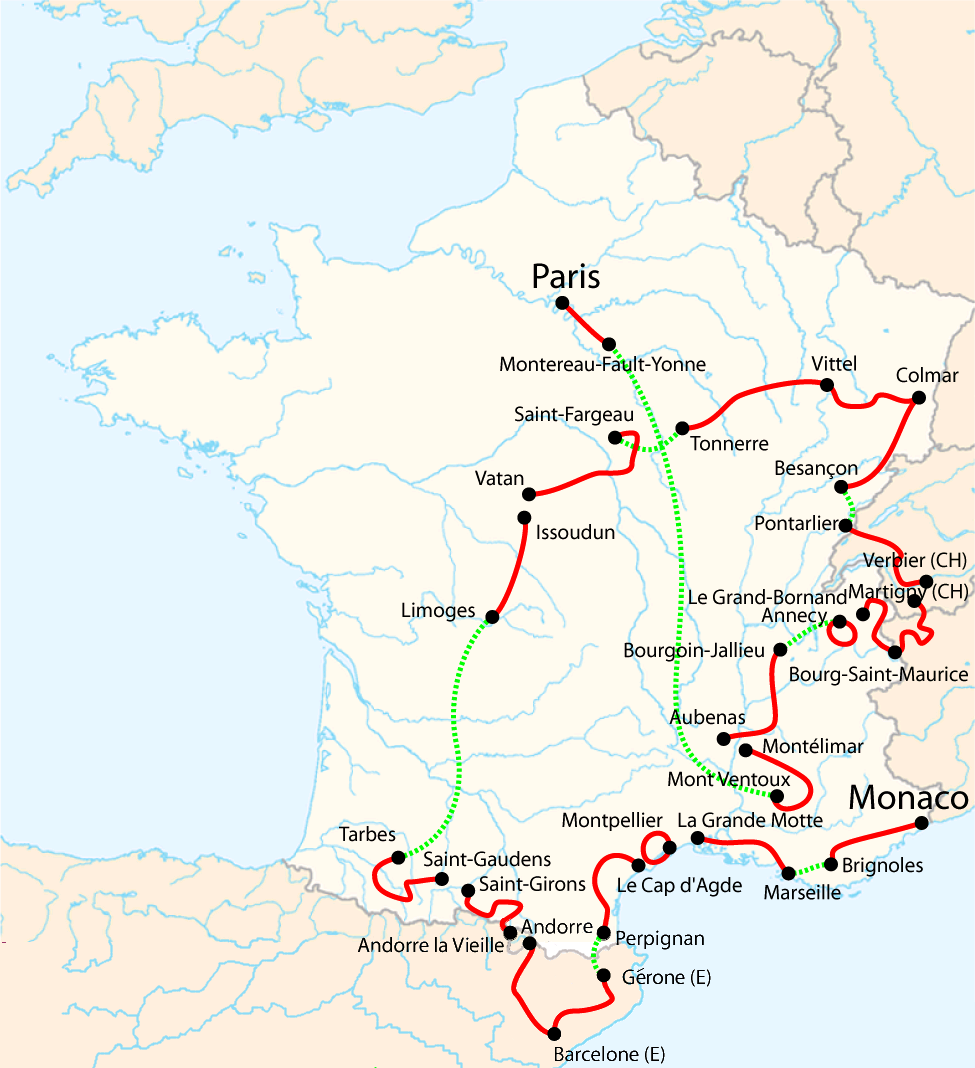
Trasa Tour de France 2009.

Tour de France 2009, v pořadí již 96. ročník nejslavnějšího cyklistického etapového závodu světa – Tour de France, se uskutečnil mezi 4. a 26. červencem 2009. Odstartoval úvodní časovkou v Monaku a skončil tradičně pod pařížským Vítězným obloukem. V jeho průběhu peloton zavítal postupně do šesti zemí, Monaka, Francie, Španělska, Andorry, Švýcarska a Itálie.

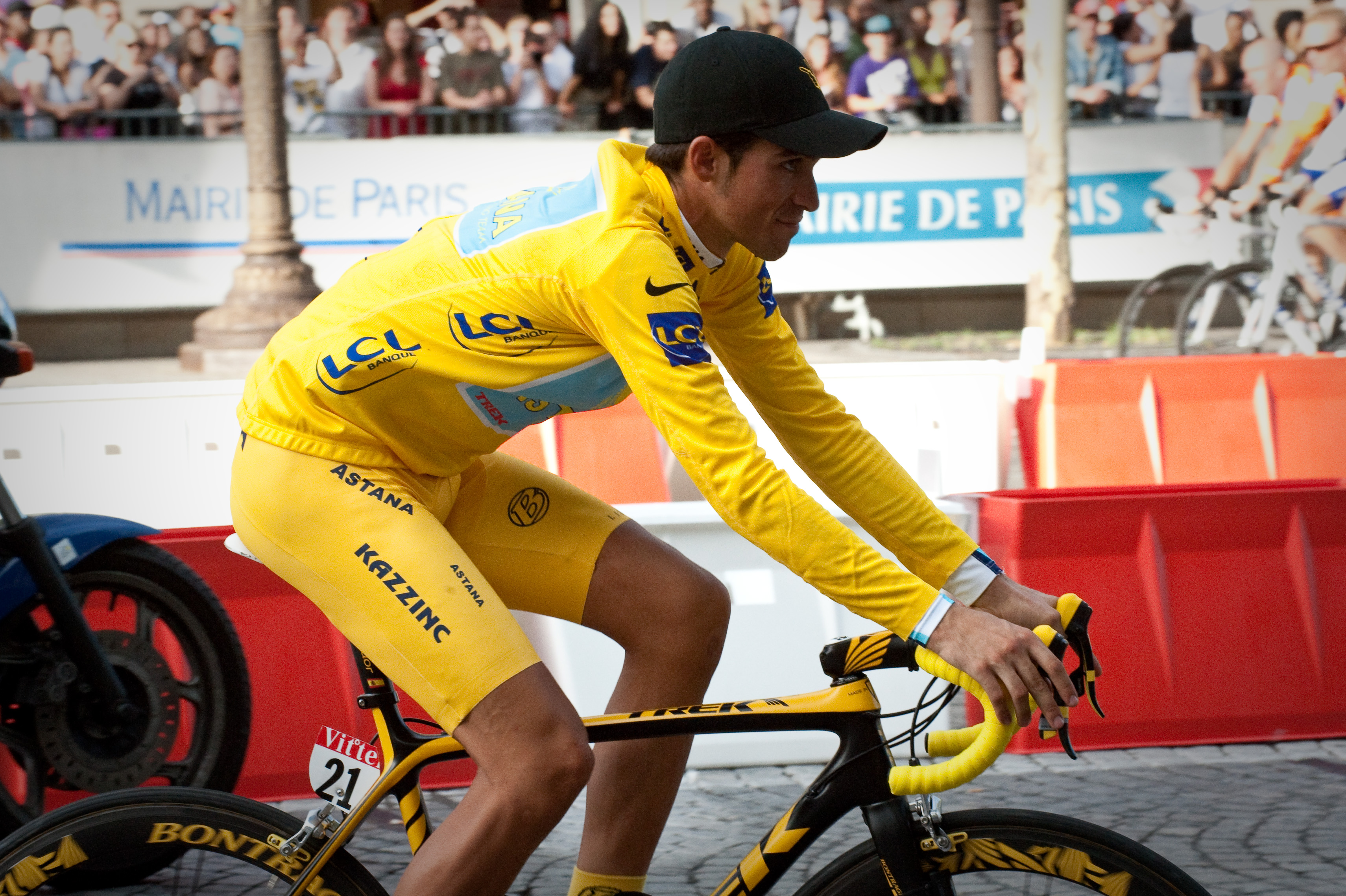
Celkový vítěz závodu Albert Contador v poslední etapě v Paříži

## Celkové výsledky
| Pořadí | Jezdec                | Stát                   | Stáj               | Celkový čas |
| ------ | --------------------- | ---------------------- | ------------------ | ----------- |
| 1.     | Alberto Contador      | Španělsko              | Astana             | 85h 48' 35" |
| 2.     | Andy Schleck          | Lucembursko            | Team Saxo Bank     | + 4' 11"    |
| 3.     | Lance Armstrong       | Spojené státy americké | Astana             | + 5' 24"    |
| 4.     | Bradley Wiggins       | Spojené království     | Garmin-Slipstream  | + 6' 01"    |
| 5.     | Fränk Schleck         | Lucembursko            | Team Saxo Bank     | + 6' 04"    |
| 6.     | Andreas Klöden        | Německo                | Astana             | + 6' 42"    |
| 7.     | Vincenzo Nibali       | Itálie                 | Liquigas           | + 7' 35"    |
| 8.     | Christian Vande Velde | Spojené státy americké | Garmin-Slipstream  | + 12' 04"   |
| 9.     | Roman Kreuziger       | Česko                  | Liquigas           | + 14' 16"   |
| 10.    | Christophe Le Mével   | Francie                | Française des Jeux | + 14' 25"   |

## Trasa závodu
| Etapa     | Start / cíl                            | Vzdálenost | Typ etapy           | Datum        | Vítěz etapy        | Žlutý trikot      |
| --------- | -------------------------------------- | ---------- | ------------------- | ------------ | ------------------ | ----------------- |
| 1.        | Monako – Monako                        | 15,5 km    | Časovka jednotlivci | 4. červenec  | Fabian Cancellara  | Fabian Cancellara |
| 2.        | Monako – Brignoles                     | 187 km     | Rovinatá etapa      | 5. červenec  | Mark Cavendish     | Fabian Cancellara |
| 3.        | Marseille – La Grande-Motte            | 196,5 km   | Rovinatá etapa      | 6. červenec  | Mark Cavendish     | Fabian Cancellara |
| 4.        | Montpellier – Montpellier              | 39 km      | Časovka družstva    | 7. červenec  | Astana             | Fabian Cancellara |
| 5.        | Le Cap d'Agde – Perpignan              | 196,5 km   | Rovinatá etapa      | 8. červenec  | Thomas Voeckler    | Fabian Cancellara |
| 6.        | Girona – Barcelona                     | 181,5 km   | Rovinatá etapa      | 9. červenec  | Thor Hushovd       | Fabian Cancellara |
| 7.        | Barcelona – Vallnord/Arcalís           | 224 km     | Horská etapa        | 10. červenec | Brice Feillu       | Rinaldo Nocentini |
| 8.        | Andorra la Vella – Saint-Girons        | 176,5 km   | Horská etapa        | 11. červenec | Luis León Sánchez  | Rinaldo Nocentini |
| 9.        | Saint-Gaudens – Tarbes                 | 160,5 km   | Horská etapa        | 12. červenec | Pierrick Fédrigo   | Rinaldo Nocentini |
| Volný den | Volný den                              | Volný den  | Volný den           | 13. červenec |                    |                   |
| 10.       | Limoges – Issoudun                     | 194,5 km   | Rovinatá etapa      | 14. červenec | Mark Cavendish     | Rinaldo Nocentini |
| 11.       | Vatan – Saint-Fargeau                  | 192 km     | Rovinatá etapa      | 15. červenec | Mark Cavendish     | Rinaldo Nocentini |
| 12.       | Tonerre – Vittel                       | 211,5 km   | Rovinatá etapa      | 16. červenec | Nicki Sørensen     | Rinaldo Nocentini |
| 13.       | Vittel – Colmar                        | 200 km     | Kopcovitá etapa     | 17. červenec | Heinrich Haussler  | Rinaldo Nocentini |
| 14.       | Colmar – Besançon                      | 199 km     | Rovinatá etapa      | 18. červenec | Sergej Ivanov      | Rinaldo Nocentini |
| 15.       | Pontarlier – Verbier                   | 207,5 km   | Horská etapa        | 19. červenec | Alberto Contador   | Alberto Contador  |
| Volný den | Volný den                              | Volný den  | Volný den           | 20. červenec |                    |                   |
| 16.       | Martigny – Bourg-Saint-Maurice         | 159 km     | Horská etapa        | 21. červenec | Mikel Astarloza    | Alberto Contador  |
| 17.       | Bourg-Saint-Maurice – Le Grand-Bornand | 169,5 km   | Horská etapa        | 22. červenec | Fränk Schleck      | Alberto Contador  |
| 18.       | Annecy – Annecy                        | 40,5 km    | Časovka jednotlivci | 23. červenec | Alberto Contador   | Alberto Contador  |
| 19.       | Bourgoin-Jallieu – Aubenas             | 178 km     | Rovinatá etapa      | 24. červenec | Mark Cavendish     | Alberto Contador  |
| 20.       | Montélimar – Mont Ventoux              | 167 km     | Horská etapa        | 25. červenec | Juan Manuel Garate | Alberto Contador  |
| 21.       | Montereau-Fault-Yonne – Paříž          | 164 km     | Rovinatá etapa      | 26. červenec | Mark Cavendish     | Alberto Contador  |

## Držení trikotů
| Etapa               | Vítěz etapy         | Celková klasifikace                  | Bodovací soutěže              | Vrchařská soutěž               | Mladý jezdec              | Soutěž týmů        | Nejaktivnější jezdec                   |
| ------------------- | ------------------- | ------------------------------------ | ----------------------------- | ------------------------------ | ------------------------- | ------------------ | -------------------------------------- |
| 1                   | Fabian Cancellara   | Fabian Cancellara                    | Fabian Cancellara             | Alberto Contador               | Roman Kreuziger           | Astana             | žádné ocenění                          |
| 2                   | Mark Cavendish      | Fabian Cancellara                    | Mark Cavendish                | Jussi Veikkanen                | Roman Kreuziger           | Astana             | Stef Clement                           |
| 3                   | Mark Cavendish      | Fabian Cancellara                    | Mark Cavendish                | Jussi Veikkanen                | Tony Martin               | Astana             | Samuel Dumoulin                        |
| 4                   | Astana              | Fabian Cancellara                    | Mark Cavendish                | Jussi Veikkanen                | Tony Martin               | Astana             | žádné ocenění                          |
| 5                   | Thomas Voeckler     | Fabian Cancellara                    | Mark Cavendish                | Jussi Veikkanen                | Tony Martin               | Astana             | Michail Ignaťjev                       |
| 6                   | Thor Hushovd        | Fabian Cancellara                    | Mark Cavendish                | Stéphane Augé                  | Tony Martin               | Astana             | David Millar                           |
| 7                   | Brice Feillu        | Rinaldo Nocentini                    | Mark Cavendish                | Brice Feillu                   | Tony Martin               | Astana             | Christophe Riblon                      |
| 8                   | Luis León Sánchez   | Rinaldo Nocentini                    | Thor Hushovd                  | Christophe Kern                | Tony Martin               | Ag2r–La Mondiale   | Sandy Casar                            |
| 9                   | Pierrick Fédrigo    | Rinaldo Nocentini                    | Thor Hushovd                  | Egoi Martínez                  | Tony Martin               | Ag2r–La Mondiale   | Franco Pellizotti                      |
| 10                  | Mark Cavendish      | Rinaldo Nocentini                    | Thor Hushovd                  | Egoi Martínez                  | Tony Martin               | Ag2r–La Mondiale   | Thierry Hupond                         |
| 11                  | Mark Cavendish      | Rinaldo Nocentini                    | Mark Cavendish                | Egoi Martínez                  | Tony Martin               | Ag2r–La Mondiale   | Johan Van Summeren                     |
| 12                  | Nicki Sørensen      | Rinaldo Nocentini                    | Mark Cavendish                | Egoi Martínez                  | Tony Martin               | Team Saxo Bank     | Nicki Sørensen                         |
| 13                  | Heinrich Haussler   | Rinaldo Nocentini                    | Thor Hushovd                  | Franco Pellizotti              | Tony Martin               | Team Saxo Bank     | Heinrich Haussler                      |
| 14                  | Sergei Ivanov       | Rinaldo Nocentini                    | Thor Hushovd                  | Franco Pellizotti              | Tony Martin               | Ag2r–La Mondiale   | Martijn Maaskant                       |
| 15                  | Alberto Contador    | Alberto Contador                     | Thor Hushovd                  | Franco Pellizotti              | Andy Schleck              | Astana             | Simon Špilak                           |
| 16                  | Sandy Casar*        | Alberto Contador                     | Thor Hushovd                  | Franco Pellizotti              | Andy Schleck              | Astana             | Franco Pellizotti                      |
| 17                  | Fränk Schleck       | Alberto Contador                     | Thor Hushovd                  | Franco Pellizotti              | Andy Schleck              | Astana             | Thor Hushovd                           |
| 18                  | Alberto Contador    | Alberto Contador                     | Thor Hushovd                  | Franco Pellizotti              | Andy Schleck              | Astana             | žádné ocenění                          |
| 19                  | Mark Cavendish      | Alberto Contador                     | Thor Hushovd                  | Franco Pellizotti              | Andy Schleck              | Astana             | Leonardo Duque                         |
| 20                  | Juan Manuel Gárate  | Alberto Contador                     | Thor Hushovd                  | Franco Pellizotti              | Andy Schleck              | Astana             | Tony Martin                            |
| 21                  | Mark Cavendish      | Alberto Contador                     | Thor Hushovd                  | Franco Pellizotti              | Andy Schleck              | Astana             | Fumiyuki Beppu                         |
| Konečné pořadí 2009 | Konečné pořadí 2009 | Celková klasifikace Alberto Contador | Bodovací soutěže Thor Hushovd | Vrchařská soutěž Egoi Martínez | Mladý jezdec Andy Schleck | Soutěž týmů Astana | Nejaktivnější jezdec Franco Pellizotti |

## Klasifikace
| 96. Tour de France 2009 – Klasifikace | 96. Tour de France 2009 – Klasifikace | 96. Tour de France 2009 – Klasifikace |                |
| ------------------------------------- | ------------------------------------- | ------------------------------------- | -------------- |
| Délka závodu                          | 20 etap, xx km                        | 20 etap, xx km                        | 20 etap, xx km |
| Zelený trikot                         | Thor Hushovd                          | 280 P.                                |                |
| 2.                                    | Mark Cavendish                        | 270 P.                                |                |
| 3.                                    | Gerald Ciolek                         | 148 P.                                |                |
| 4.                                    | José Joaquín Rojas                    | 126 P.                                |                |
| 5.                                    | Nicolas Roche                         | 122 P.                                |                |
| 6.                                    | Óscar Freire                          | 119 P.                                |                |
| 7.                                    | Tyler Farrar                          | 110 P.                                |                |
| 8.                                    | Franco Pellizotti                     | 104 P.                                |                |
| 9.                                    | Alberto Contador                      | 101 P.                                |                |
| 10.                                   | Andreas Klöden                        | 89 P.                                 |                |
| Puntíkovaný trikot                    | Franco Pellizotti                     | 210 P.                                |                |
| 2.                                    | Egoi Martínez                         | 135 P.                                |                |
| 3.                                    | Alberto Contador                      | 126 P.                                |                |
| 4.                                    | Andy Schleck                          | 111 P.                                |                |
| 5.                                    | Pierrick Fédrigo                      | 99 P.                                 |                |
| 6.                                    | Christophe Ker                        | 89 P.                                 |                |
| 7.                                    | Fränk Schleck                         | 88 P.                                 |                |
| 8.                                    | Mikel Astarloza                       | 86 P.                                 |                |
| 9.                                    | Juan Manuel Garate                    | 86 P.                                 |                |
| 10.                                   | Sandy Casar                           | 84 P.                                 |                |
| Bílý trikot                           | Andy Schleck                          | 85h 52′ 46"                           |                |
| 2.                                    | Vincenzo Nibali                       | + 3' 24″                              |                |
| 3.                                    | Roman Kreuziger                       | + 10' 05″                             |                |
| 4.                                    | Pierre Rolland                        | + 33' 33″                             |                |
| 5.                                    | Nicolas Roche                         | + 34' 09″                             |                |
| 6.                                    | Brice Feillu                          | + 37' 03″                             |                |
| 7.                                    | Peter Velits                          | + 42' 24″                             |                |
| 8.                                    | Chris Anker Sørensen                  | + 45' 36″                             |                |
| 9.                                    | Tony Martin                           | + 50' 53″                             |                |
| 10.                                   | Jurij Trofimov                        | + 1h 04′ 50″                          |                |
| Týmová klasifikace                    | Astana Team                           | 243h 56' 04"                          |                |
| 2.                                    | Garmin-Slipstream                     | + 22' 35"                             |                |
| 3.                                    | Team Saxo Bank                        | + 28' 34"                             |                |
| 4.                                    | Ag2r-La Mondiale                      | + 31' 47"                             |                |
| 5.                                    | Liquigas                              | + 43' 31"                             |                |
| 6.                                    | Euskaltel-Euskadi                     | + 58' 05"                             |                |
| 7.                                    | Française des Jeux                    | + 1h 01' 48"                          |                |
| 8.                                    | Cofidis                               | + 1h 05' 34"                          |                |
| 9.                                    | Team Katusha                          | + 1h 13' 57"                          |                |
| 10.                                   | Agritubel                             | + 1h 20' 38"                          |                |